# Nirut Jamroensri
Nirut Jamroensri (thailändisch นิรุธ จำเริญศรี, * 9. März 1991) ist ein thailändischer Fußballspieler.

## Karriere
Nirut Jamroensri spielte bis 2019 für den North Bangkok University FC, BEC Tero Sasana FC, Simork FC, Suphanburi FC U23 und den Muangkan United FC. Seit mindestens 2019 spielt er für den Sisaket FC. Der Verein aus Sisaket spielte in der zweiten thailändischen Liga, der Thai League 2. Am Ende der Saison 2020/21 musste der Verein in die dritte Liga absteigen. Nach dem Abstieg verließ er Sisaket und ging nach Trat. Hier schloss er sich dem Erstligaabsteiger Trat FC an. Für den Verein aus Trat absolvierte er zehn Zweitligaspiele. Im Juni 2022 nahm ihn der Erstligaabsteiger Suphanburi FC unter Vertrag. Am Ende der Saison 2024/25 musste er mit Suphanburi in die dritte Liga absteigen.